# Etroplinae
Etroplinae sind eine stammesgeschichtlich alte Unterfamilie der Buntbarsche. Sie leben heute nur noch im Osten und Nordwesten von Madagaskar und im südlichen Indien sowie auf Sri Lanka. Da es sich in erster Linie um Süßwasserfische handelt, die allerdings teilweise eine hohe Salzkonzentration vertragen, beweisen sie anschaulich die Kontinentaldrift. Sie müssen demzufolge mindestens schon in der Oberkreide existiert haben, als sich Indien von der Ostküste Madagaskars trennte.

## Beschreibung
Die meisten Arten haben einen eher hochrückigen, fast schon rundlichen, seitlich stark abgeflachten Körper mit endständigem, nicht sonderlich tief eingeschnittenem Maul. Auffällig ist die hohe Zahl von Stachelstrahlen in der Afterflosse, im Vergleich zu anderen Buntbarschen. Bei Sparks (2008) werden ausführliche anatomische, morphologische und auf DNA-Sequenzen basierende Untersuchungen zusammengefasst, sowie alle madagassischen Arten einzeln vorgestellt. Eines der auffälligsten anatomischen Merkmale aller Etroplinae ist eine Besonderheit der Schwimmblase, die mit dem Innenohr im Gehirnschädel eine Verbindung besitzt. Bei keiner der zahlreichen afrikanischen oder neotropischen Cichlidenarten kommt die Schwimmblase auch nur in die Nähe des Gehirnschädels. Die Geschlechter lassen sich bei den Etroplinae nur schwer unterscheiden. Alle Arten bilden eine Elternfamilie, sind Substratlaicher und betreuen ihre Brut aufopferungsvoll.

## Systematik
Obwohl bereits Bleeker (1868) die Ähnlichkeit der indischen und madagassischen Arten auffiel und eine Verwandtschaft annahm, wurde die Unterfamilie taxonomisch erst als Etroplinae von Van Couvering (1982) abgegrenzt. Kullander (1989) platzierte sie in einer Phylogenie an basaler Stelle und Sparks (2008) veröffentlichte das zunächst letzte stammesgeschichtliche Konzept. Der Name für die Etroplinae leitet sich von der zuerst beschriebenen Gattung Etroplus ab, der sich wiederum aus den griechischen Worten etron für „Bauch“ und hoplon für „Waffe“ zusammensetzt und auf die stacheligen Ventral- und Analflossen Bezug nimmt, die den Bauch schützen.

## Gattungen und Arten
Indische Arten
- Etroplus Cuvier 1830
  - Etroplus canarensis Day 1877

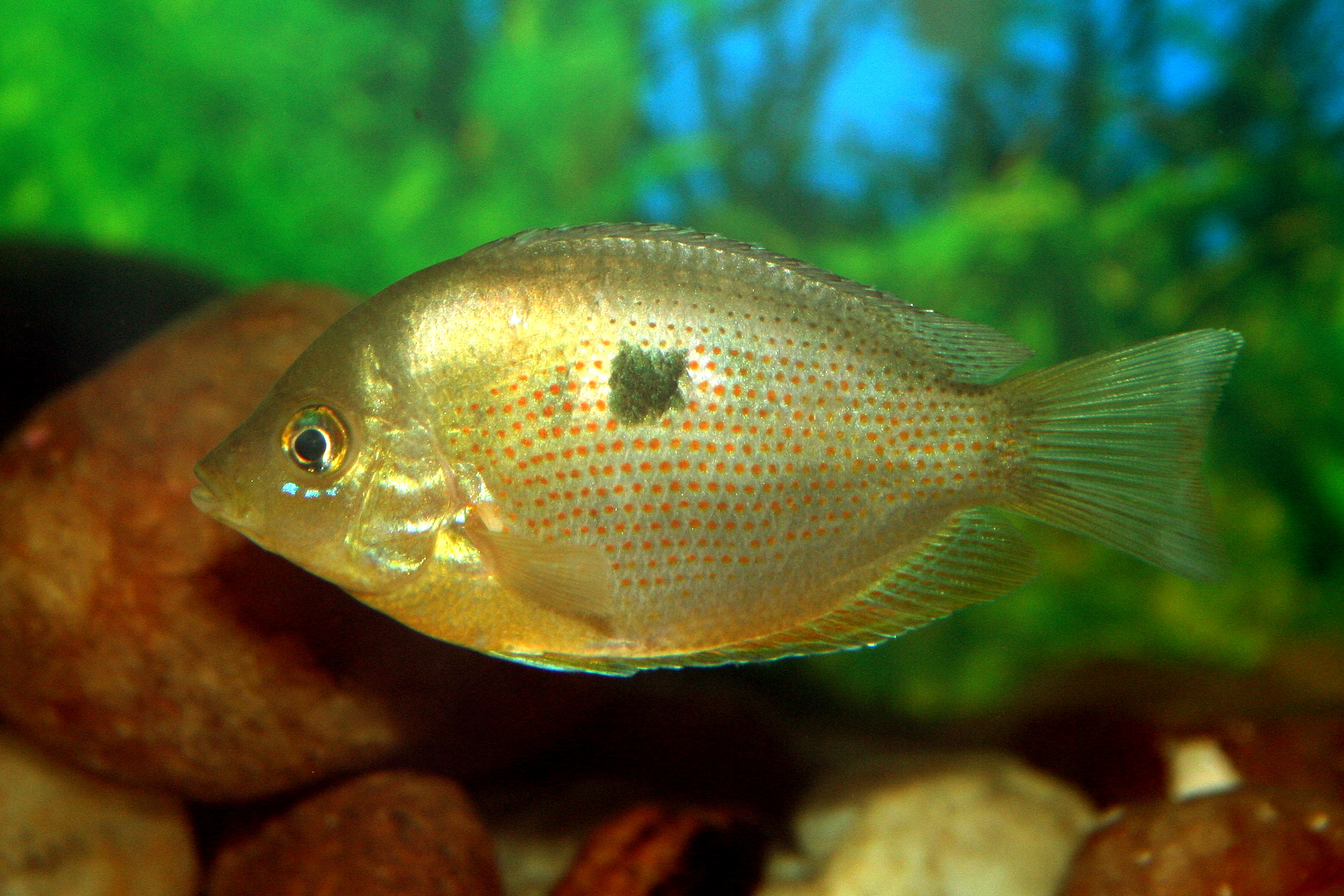
Indischer Buntbarsch (Pseudetroplus maculatus)

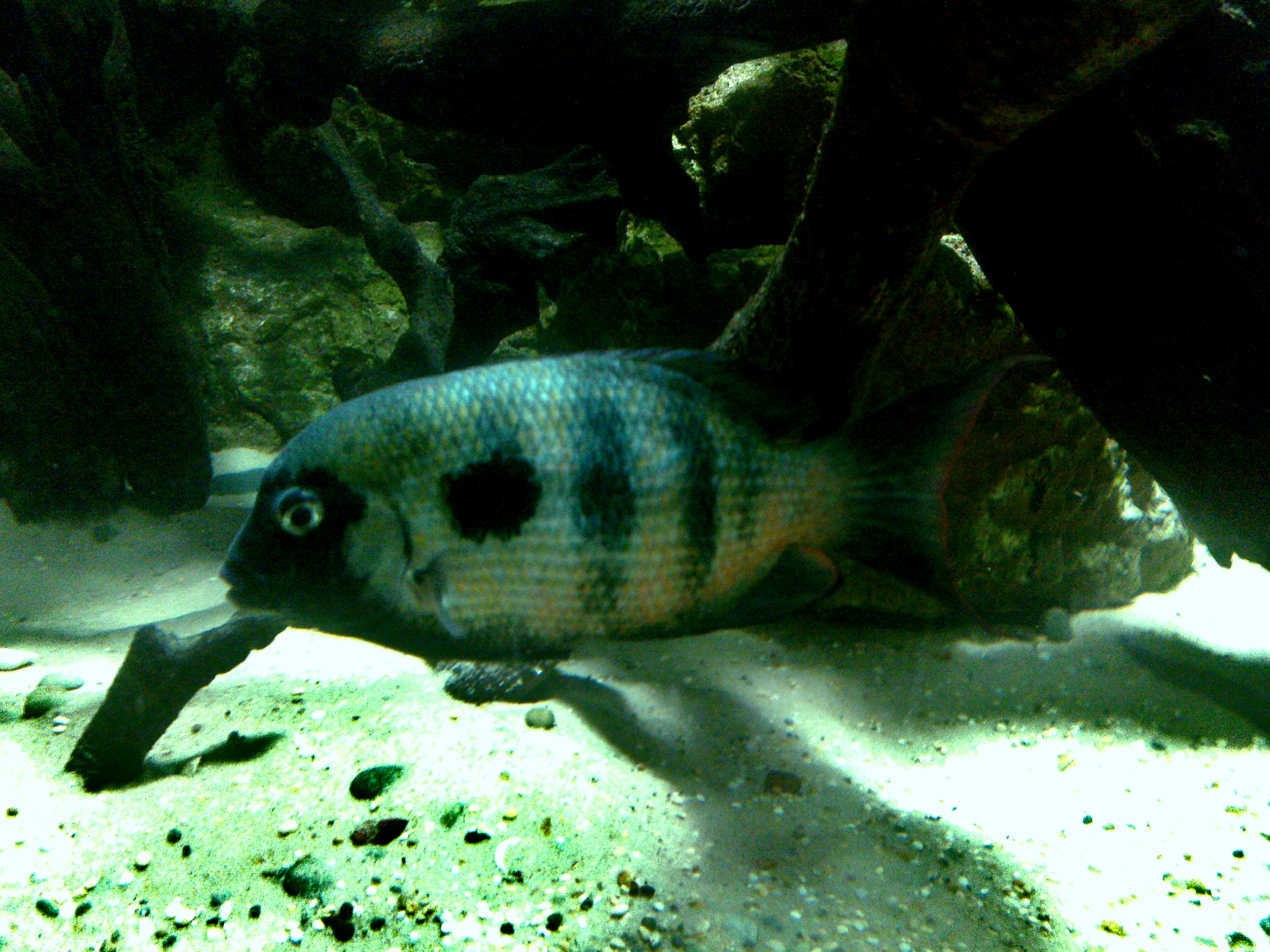
Paretroplus maculatus

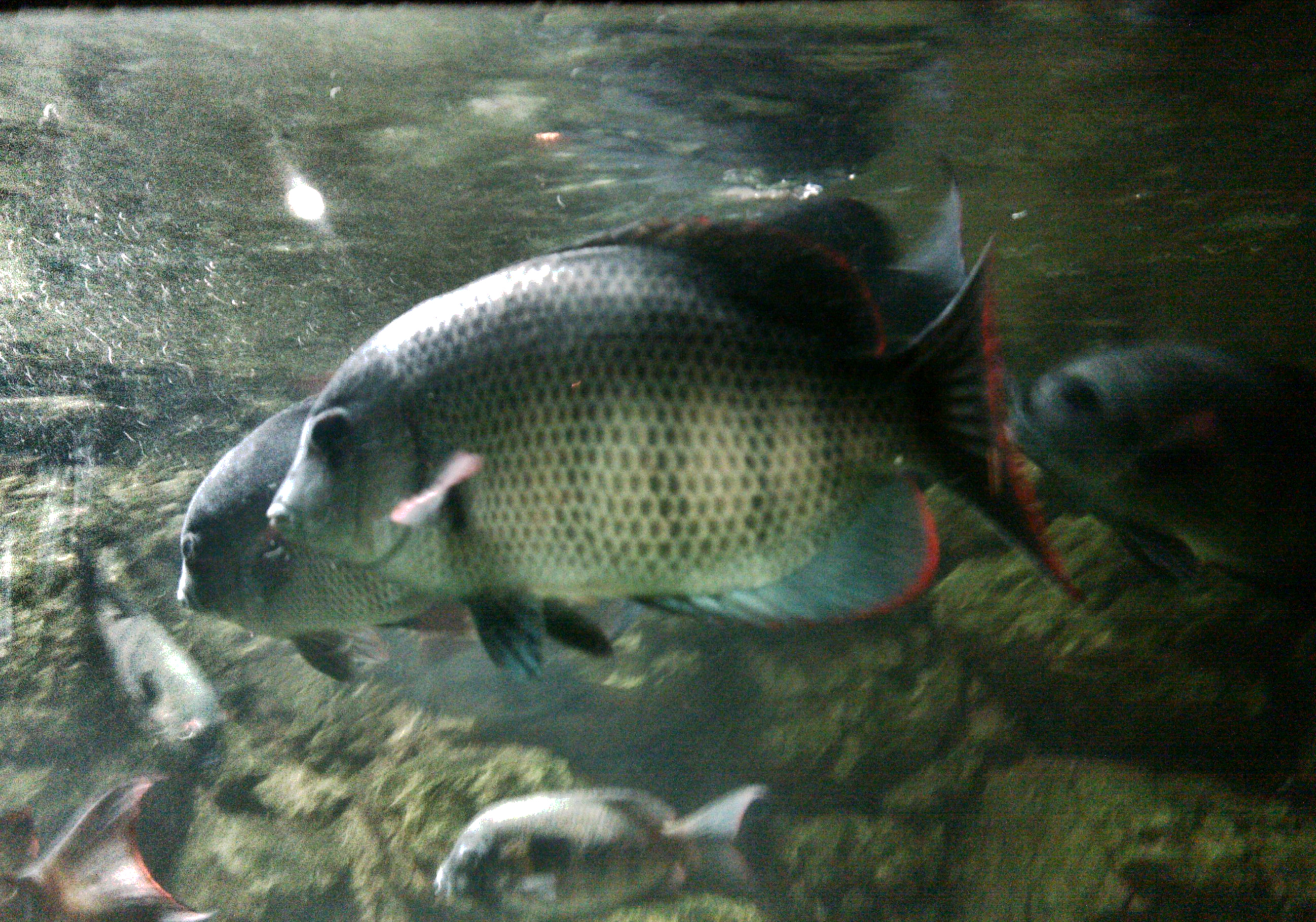
Paretroplus menarambo

  - Gestreifter Buntbarsch (Etroplus suratensis (Bloch 1790))
- Pseudetroplus Bleeker, 1862[4]
  - Indischer Buntbarsch (Pseudetroplus maculatus (Bloch 1795))

Madagassische Arten
- Paretroplus Bleeker, 1868
  - Paretroplus dambabe Sparks, 2002
  - Paretroplus damii Bleeker, 1868
  - Paretroplus gymnopreopercularis Sparks, 2008
  - Paretroplus kieneri Arnoult, 1960
  - Paretroplus lamenabe Sparks, 2008
  - Paretroplus loisellei Sparks & Schelly, 2011
  - Paretroplus maculatus Kiener & Maugé, 1966
  - Paretroplus maromandia Sparks & Reinthal, 1999
  - Paretroplus menarambo Allgayer, 1996
  - Paretroplus nourissati (Allgayer, 1998)
  - Paretroplus petiti Pellegrin, 1929
  - Paretroplus polyactis Bleeker, 1878
  - Paretroplus tsimoly Stiassny, Chakrabarty & Loiselle, 2001